# Bundestagswahlkreis Weilheim
Der Wahlkreis Weilheim (Wahlkreis 225; bis zur Bundestagswahl 2021 Wahlkreis 226) ist seit 1949 ein Bundestagswahlkreis in Bayern. Er umfasst die Landkreise Garmisch-Partenkirchen und Weilheim-Schongau. Bei den Bundestagswahlen von 1980 bis 2013 gehörte auch der Landkreis Landsberg am Lech zum Wahlkreis. Seit 1949 wurde der Wahlkreis stets von den Direktkandidaten der CSU gewonnen.

## Wahlergebnisse

### Bundestagswahl 2025
Zur Bundestagswahl 2025 am 23. Februar wurden 9 Direktkandidaten und 17 Landeslisten zugelassen.
| Kandidaten                               | Kandidaten                      | Parteien/Listen     | Erststimmen | Erststimmen | Zweitstimmen | Zweitstimmen |
| Kandidaten                               | Kandidaten                      | Parteien/Listen     | Stimmen     | %           | Stimmen      | %            |
| ---------------------------------------- | ------------------------------- | ------------------- | ----------- | ----------- | ------------ | ------------ |
|                                          | Alexander Dobrindtgewählt im WK | CSU                 | 65.407      | 45,8        | 59.685       | 41,6         |
|                                          | Clemens Meikis                  | SPD                 | 13.488      | 9,4         | 13.888       | 9,7          |
|                                          | Christian König                 | GRÜNE               | 18.129      | 12,7        | 17.098       | 11,9         |
|                                          | Jürgen Speer                    | FDP                 | 6.356       | 4,4         | 6.760        | 4,7          |
|                                          | Gerrit Huy                      | AfD                 | 22.082      | 15,5        | 24.240       | 16,9         |
|                                          | Michael Marksteiner             | FREIE WÄHLER        | 8.023       | 5,6         | 6.333        | 4,4          |
|                                          | Robert Wilska                   | Die Linke           | 5.698       | 4,0         | 6.870        | 4,8          |
|                                          | –                               | dieBasis            | –           | –           | 587          | 0,4          |
|                                          | –                               | Tierschutzpartei    | –           | –           | 1.012        | 0,7          |
|                                          | –                               | Die PARTEI          | –           | –           | 667          | 0,5          |
|                                          | Gwendolin Schlichte             | ÖDP                 | 2.331       | 1,6         | 963          | 0,7          |
|                                          | –                               | BP                  | –           | –           | 301          | 0,2          |
|                                          | Joachim Nibbe                   | Volt                | 1.400       | 1,0         | 692          | 0,5          |
|                                          | –                               | PdH                 | –           | –           | 82           | 0,1          |
|                                          | –                               | MLPD                | –           | –           | 15           | 0,0          |
|                                          | –                               | BÜNDNIS DEUTSCHLAND | –           | –           | 118          | 0,1          |
|                                          | –                               | BSW                 | –           | –           | 4.016        | 2,8          |
| Gesamt                                   | Gesamt                          | Gesamt              | 142.914     | 100         | 143.327      | 100          |
|                                          |                                 |                     |             |             |              |              |
| Ungültige Stimmen                        | Ungültige Stimmen               | Ungültige Stimmen   | 801         | 0,6         | 388          | 0,3          |
| Wähler                                   | Wähler                          | Wähler              | 143.715     | 85,4        | 143.715      | 85,4         |
| Wahlberechtigte                          | Wahlberechtigte                 | Wahlberechtigte     | 168.223     |             | 168.223      |              |
|                                          |                                 |                     |             |             |              |              |
| Quellen: Die Bundeswahlleiterin, Stimmen |                                 |                     |             |             |              |              |

Kursive Direktkandidaten kandidieren nicht für die Landesliste, kursive Parteien treten ohne Landesliste an.

### Bundestagswahl 2021
| Kandidaten                                            | Kandidaten                      | Parteien/Listen      | Erststimmen | Erststimmen | Zweitstimmen | Zweitstimmen |
| Kandidaten                                            | Kandidaten                      | Parteien/Listen      | Stimmen     | %           | Stimmen      | %            |
| ----------------------------------------------------- | ------------------------------- | -------------------- | ----------- | ----------- | ------------ | ------------ |
|                                                       | Alexander Dobrindtgewählt im WK | CSU                  | 57.179      | 41,9        | 48.178       | 35,1         |
|                                                       | Sigrid Meierhofer               | SPD                  | 19.682      | 14,4        | 19.927       | 14,5         |
|                                                       | Rose Gerrit Huy                 | AfD                  | 9.686       | 7,1         | 10.873       | 7,9          |
|                                                       | Karl Sielmann                   | FDP                  | 8.553       | 6,3         | 14.311       | 10,4         |
|                                                       | Elisabeth Löwenbourg-Brzezinski | GRÜNE                | 16.300      | 11,9        | 18.397       | 13,4         |
|                                                       | Rolf Walther                    | DIE LINKE            | 2.718       | 2,0         | 3.124        | 2,3          |
|                                                       | Arnold Reuss                    | FREIE WÄHLER         | 10.100      | 7,4         | 11.462       | 8,4          |
|                                                       | Maiken Winter                   | ÖDP                  | 4.205       | 3,1         | 1.737        | 1,3          |
|                                                       | –                               | Tierschutzpartei     | –           | –           | 1.316        | 1,0          |
|                                                       | Johann Gattinger                | BP                   | 2.405       | 1,8         | 1.229        | 0,9          |
|                                                       | –                               | Die PARTEI           | –           | –           | 905          | 0,7          |
|                                                       | –                               | PIRATEN              | –           | –           | 375          | 0,3          |
|                                                       | –                               | NPD                  | –           | –           | 67           | 0,0          |
|                                                       | –                               | V-Partei³            | –           | –           | 120          | 0,1          |
|                                                       | –                               | Gesundheitsforschung | –           | –           | 136          | 0,1          |
|                                                       | –                               | MLPD                 | –           | –           | 15           | 0,0          |
|                                                       | –                               | DKP                  | –           | –           | 48           | 0,0          |
|                                                       | Juina Wessel                    | dieBasis             | 4.301       | 3,1         | 3.717        | 2,7          |
|                                                       | –                               | Bündnis C            | –           | –           | 85           | 0,1          |
|                                                       | –                               | Der III. Weg         | –           | –           | 61           | 0,0          |
|                                                       | –                               | du.                  | –           | –           | 76           | 0,1          |
|                                                       | –                               | LKR                  | –           | –           | 27           | 0,0          |
|                                                       | –                               | Die Humanisten       | –           | –           | 83           | 0,1          |
|                                                       | –                               | Team Todenhöfer      | –           | –           | 296          | 0,2          |
|                                                       | –                               | UNABHÄNGIGE          | –           | –           | 256          | 0,2          |
|                                                       | Werner Knigge                   | Volt                 | 500         | 0,4         | 339          | 0,2          |
|                                                       | Ricard Ryssel                   | Einzelbewerber       | 966         | 0,7         | –            | –            |
| Gesamt                                                | Gesamt                          | Gesamt               | 136.595     | 100         | 137.160      | 100          |
|                                                       |                                 |                      |             |             |              |              |
| Ungültige Stimmen                                     | Ungültige Stimmen               | Ungültige Stimmen    | 1.444       | 1,0         | 879          | 0,6          |
| Wähler                                                | Wähler                          | Wähler               | 138.039     | 81,9        | 138.039      | 81,9         |
| Wahlberechtigte                                       | Wahlberechtigte                 | Wahlberechtigte      | 168.473     |             | 168.473      |              |
|                                                       |                                 |                      |             |             |              |              |
| Quellen: Die Bundeswahlleiterin, Kandidaten – Stimmen |                                 |                      |             |             |              |              |

Kursive Direktkandidaten kandidieren nicht für die Landesliste.

### Bundestagswahl 2017
Zur Bundestagswahl 2017 am 24. September wurden 8 Direktkandidaten und 21 Landeslisten zugelassen.
| Direktkandidat          | Partei               | Erststimmen in % | Zweitstimmen in % |
| ----------------------- | -------------------- | ---------------- | ----------------- |
| Alexander Dobrindt      | CSU                  | 47,9             | 42,9              |
| Enrico Corongiu         | SPD                  | 14,8             | 11,5              |
| Gabriela Seitz-Hoffmann | GRÜNE                | 09,1             | 09,5              |
| Karl-Martin Schröter    | FDP                  | 07,0             | 10,4              |
| Edeltraud Schwarz       | AfD                  | 10,1             | 12,1              |
| Reinhard Böttger        | LINKE                | 04,7             | 05,4              |
| –                       | FREIE WÄHLER         | 0–               | 02,2              |
| –                       | PIRATEN              | 0–               | 00,3              |
| Maiken Winter           | ÖDP                  | 03,5             | 01,6              |
| Siegfried Seelos        | BP                   | 02,9             | 01,7              |
| –                       | NPD                  | 0–               | 00,2              |
| –                       | Tierschutzpartei     | 0–               | 00,9              |
| –                       | MLPD                 | 0–               | 00,0              |
| –                       | Büso                 | 0–               | 00,0              |
| –                       | BGE                  | 0–               | 00,1              |
| –                       | DiB                  | 0–               | 00,2              |
| –                       | DKP                  | 0–               | 00,0              |
| –                       | DM                   | 0–               | 00,2              |
| –                       | Die PARTEI           | 0–               | 00,5              |
| –                       | Gesundheitsforschung | 0–               | 00,1              |
| –                       | V-Partei³            | 0–               | 00,2              |

### Bundestagswahl 2013
| Direktkandidat          | Partei       | Erststimmen in % | Zweitstimmen in % |
| ----------------------- | ------------ | ---------------- | ----------------- |
| Alexander Dobrindt      | CSU          | 57,2             | 52,5              |
| Angelica Dullinger      | SPD          | 16,5             | 15,5              |
| Klaus Breil             | FDP          | 02,9             | 05,2              |
| Gabriela Seitz-Hoffmann | GRÜNE        | 08,5             | 08,8              |
| Michaele Siebe          | Die Linke    | 02,9             | 03,1              |
| Alexander Lessmann      | PIRATEN      | 01,7             | 01,6              |
| Matthias Polt           | NPD          | 00,9             | 00,6              |
| Hanns-Dieter Schlierf   | ÖDP          | 02,7             | 01,6              |
| –                       | AfD          | 0–               | 05,3              |
| Klaus Jacobitz          | BP           | 03,1             | 02,0              |
| Susann Enders           | Freie Wähler | 03,5             | 02,4              |
|                         | Sonstige     | 0–               | 01,4              |

### Bundestagswahl 2009
| Direktkandidat        | Partei                | Erststimmen in % | Zweitstimmen in % | Bundestagswahl 2005 Zweitstimmen in % |
| --------------------- | --------------------- | ---------------- | ----------------- | ------------------------------------- |
| Alexander Dobrindt    | CSU                   | 52,0             | 45,6              | 53,7                                  |
| Angelica Dullinger    | SPD                   | 14,3             | 12,9              | 20,2                                  |
| Marcus Reichenberg    | Bündnis 90/Die Grünen | 11,9             | 11,5              | 08,5                                  |
| Klaus Breil           | FDP                   | 10,5             | 15,9              | 10,7                                  |
| –                     | REP                   | –                | 00,5              | 00,6                                  |
| Werner Bäumler        | Die Linke             | 04,2             | 04,9              | 02,8                                  |
| Matthias Polt         | NPD                   | 01,0             | 00,8              | 00,8                                  |
| –                     | PBC                   | 0–               | 00,1              | 00,2                                  |
| Pauli Doll            | BP                    | 01,9             | 01,5              | 01,2                                  |
| Hanns-Dieter Schlierf | ödp                   | 02,5             | 01,8              | 0–                                    |
| Klaus Blume           | RRP                   | 01,1             | 01,1              | 0–                                    |
| –                     | BüSo                  | 0–               | 00,0              | 00,0                                  |
| –                     | FAMILIE               | 0–               | 00,7              | 00,7                                  |
| –                     | MLPD                  | 0–               | 00,0              | 00,0                                  |
| Monica Herz           | parteifrei            | 00,4             | 0–                | 0–                                    |
| –                     | Die Tierschutzpartei  | 0–               | 00,6              | 0–                                    |
| –                     | PIRATEN               | 0–               | 01,7              | 0–                                    |
| –                     | CM                    | 0–               | 00,1              | 00,0                                  |
| –                     | DIE VIOLETTEN         | 0–               | 00,3              | 0–                                    |

## Frühere Wahlkreissieger
| Wahl | Name                 | Partei |
| ---- | -------------------- | ------ |
| 1949 | Franz Josef Strauß   | CSU    |
| 1953 | Franz Josef Strauß   | CSU    |
| 1957 | Franz Josef Strauß   | CSU    |
| 1961 | Franz Josef Strauß   | CSU    |
| 1965 | Franz Josef Strauß   | CSU    |
| 1969 | Franz Josef Strauß   | CSU    |
| 1972 | Franz Josef Strauß   | CSU    |
| 1976 | Franz Josef Strauß   | CSU    |
| 1980 | Franz Josef Strauß 1 | CSU    |
| 1983 | Franz Josef Strauß 1 | CSU    |
| 1987 | Franz Josef Strauß   | CSU    |
| 1990 | Michaela Geiger      | CSU    |
| 1994 | Michaela Geiger      | CSU    |
| 1998 | Michaela Geiger      | CSU    |
| 2002 | Alexander Dobrindt   | CSU    |
| 2005 | Alexander Dobrindt   | CSU    |
| 2009 | Alexander Dobrindt   | CSU    |
| 2013 | Alexander Dobrindt   | CSU    |
| 2017 | Alexander Dobrindt   | CSU    |
| 2021 | Alexander Dobrindt   | CSU    |

## Wahlkreisgeschichte
| Wahl      | Wahlkreisname | Gebiet                                                                                           |
| --------- | ------------- | ------------------------------------------------------------------------------------------------ |
| 1949      | 12 Weilheim   | Landkreis Bad Tölz, Landkreis Garmisch-Partenkirchen, Landkreis Schongau, Landkreis Weilheim     |
| 1953–1961 | 207 Weilheim  | Landkreis Bad Tölz, Landkreis Garmisch-Partenkirchen, Landkreis Schongau, Landkreis Weilheim     |
| 1965–1972 | 212 Weilheim  | Landkreis Bad Tölz, Landkreis Garmisch-Partenkirchen, Landkreis Schongau, Landkreis Weilheim     |
| 1976      | 212 Weilheim  | Landkreis Bad Tölz-Wolfratshausen, Landkreis Garmisch-Partenkirchen, Landkreis Weilheim-Schongau |
| 1980–1998 | 212 Weilheim  | Landkreis Garmisch-Partenkirchen, Landkreis Landsberg am Lech, Landkreis Weilheim-Schongau       |
| 2002–2005 | 227 Weilheim  | Landkreis Garmisch-Partenkirchen, Landkreis Landsberg am Lech, Landkreis Weilheim-Schongau       |
| 2009–2013 | 226 Weilheim  | Landkreis Garmisch-Partenkirchen, Landkreis Landsberg am Lech, Landkreis Weilheim-Schongau       |
| 2017–2021 | 226 Weilheim  | Landkreis Garmisch-Partenkirchen, Landkreis Weilheim-Schongau                                    |
| 2025–     | 225 Weilheim  | Landkreis Garmisch-Partenkirchen, Landkreis Weilheim-Schongau                                    |